# 小松姫
小松姫（こまつひめ、天正元年（1573年） - 元和6年2月24日（1620年3月27日））は、安土桃山時代から江戸時代初期にかけての女性。上田藩および松代藩の初代藩主・真田信之（信幸）の正室。徳川氏譜代家臣の本多忠勝の娘。幼名は於子亥（おねい）。小松殿（こまつどの）、稲姫（いなひめ）とも称される。徳川家康または徳川秀忠の養女として真田信之に嫁ぎ、信政、信重、まん（高力忠房室）、まさ（佐久間勝宗室）らを生んだ。

## 生涯

### 出自
天正元年（1573年） 、本多忠勝と松平玄鉄の娘との間に長女（第1子）として生まれた。幼名は於子亥（おねい）、稲姫（いなひめ）。兄弟には、もり姫（奥平家昌室）、本多忠政、本多忠朝らがいる。
父の忠勝は松平氏および徳川氏の家臣として永禄3年（1560年）の大高城の戦いにおける初陣以来、姉川の戦い、長篠の戦い、小牧・長久手の戦いなどで武功を挙げ、酒井忠次、榊原康政、井伊直政と共に徳川四天王と称された人物である。また本多氏は、忠勝の父・忠高、叔父の忠真、祖父の忠豊がいずれも合戦の最中に討死するなど武門の家系でもあった。

### 真田氏との婚姻
天正10年（1582年）10月末の徳川・北条同盟の成立による天正壬午の乱終結後、沼田領（吾妻・利根郡）の引き渡し問題や天正13年（1585年）閏8月の第一次上田合戦、天正14年（1586年）7月の真田征伐などで対立抗争を続けていた徳川家康と真田昌幸が、天正15年（1587年）3月に豊臣秀吉の命により昌幸を家康の与力大名とすることで決着したことを契機に、小松姫と真田信之との婚姻が成立した。これは両家の関係を緊密にする狙いがあったと見られ、秀吉の意向によるものだったとの所伝も残されており、時期的な状況からその可能性も考えられる。

### 豊臣政権下での動静
天正17年（1589年）より、豊臣政権では諸大名の妻子を聚楽第、伏見城、大坂城の城下に建設された武家屋敷に居住させたが、小松姫もそれに従い信之の屋敷に居住したものと考えられる。小松姫が嫁いだ当時、信之はすでに真田信綱の娘（清音院殿）を正室に迎えていたが、その後の記録において清音院殿は「家女」と記され、側室待遇となっている。このことから信之と小松姫の婚姻以降に、城主とその家族の生活の場である「奥」を取り仕切る権利全般が小松姫に移されたと見られている。一方、歴史学者の黒田基樹は、そうした序列で表現するのは妥当か否かは再考の余地があるとした上で、政権本拠地に居住する小松姫が対外的な妻、信之の領国である上野国沼田城に居住する清音院殿が領国における妻としての役割を担ったのではないかと推測している。
信之には二女三男の子供がいたが、長男・信吉以外、長女・まん、次女・まさ、次男・信政・三男信重は、小松姫の所生とされている。なお、長男・信吉については清音院殿の実子とする説と、小松姫の実子とする説がある。

### 徳川政権下での動静

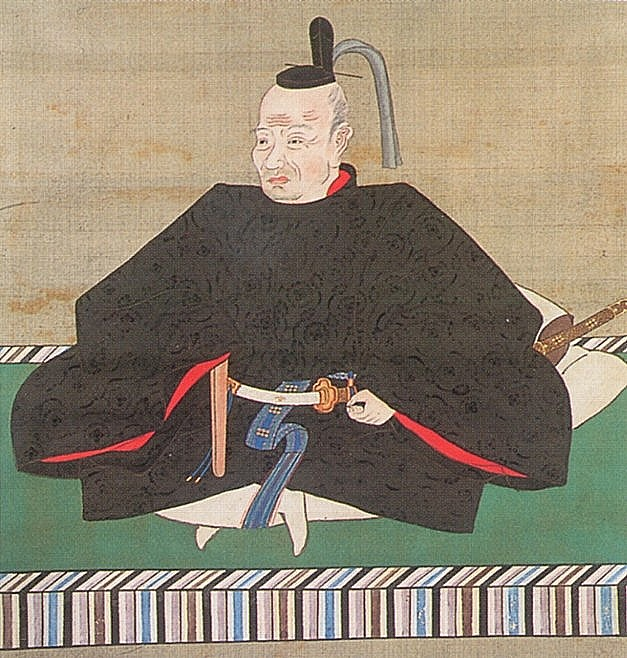
夫の真田信之。

慶長5年（1600年）9月の関ヶ原の戦いの戦後処理の際、信之は家康の率いる東軍に属して戦功を挙げたことから従来の上野国沼田領（岩櫃領を含む）を安堵されたのに加えて、父・昌幸が治めていた信濃国上田領、弟・信繁の知行を加増された。これにより信之は8万4,000石または上田領（約6万5,000石）と沼田領（約3万石）を合わせ9万5,000石の大名として存続することになった。
西軍に属した昌幸と信繁は、信之と小松姫の父・本多忠勝や本多正信らの嘆願もあり紀伊国の高野山への流罪となったが、その後も信之は昌幸・信繁一行の援助、病気を患った昌幸の助命嘆願を繰り返した。また、昌幸から信之の家臣に宛てた書状の中で御料人（小松姫）からの音信に礼を述べる内容が記されていることから、夫と同様に小松姫も昌幸を気遣っていたことが推測される。
この後、家康は慶長8年（1603年）に征夷大将軍に就任して政務を執り行い、豊臣政権と同様に諸大名の妻子を政権本拠地に集住させたが、小松姫も江戸の大名屋敷に居住したものと考えられる。ただし、当初は信之の母・山手殿が江戸屋敷に、沼田城には小松姫が居住し、慶長18年（1613年）6月に山手殿が亡くなったことを受けて、小松姫が江戸の屋敷に移り住んだとも推測される。
小松姫の父・本多忠勝は、関ヶ原の戦いの功績によって伊勢国桑名藩に移封され、大多喜藩は小松姫の弟の忠朝が継いだ。この時期、忠勝からは信之の家臣・湯本三郎右衛門尉宛てに、小松姫を気遣う書状が送られ、信之と忠勝一族との間で親密な関係が築かれるなど、小松姫との縁戚を通じて交流が図られた。
慶長19年（1614年）から慶長20年（1615年）の大坂の陣では、病気療養中の信之に代わり、長男・信吉と次男・信政が本多忠朝の軍勢の指揮下に入って出陣した。小松姫からは、冬の陣の際に信之の重臣・木村綱成とその妻に宛て、信之は病気の養生のため出陣が叶わぬこと、信吉と信政が沼田城から急遽出陣したこと、信繁が大坂方に加わり大坂城に入場したことを知らせる内容の書状が、夏の陣の際には信吉の家臣・安中作左衛門に宛て「河内殿（信吉）については若いので、伊豆殿（信之）のようにはできないでしょう（中略）、伊豆殿に免じて陣中精を致し、奉公をお願いします」と合戦の経験が不足している信吉を気遣い、その補佐を依頼する内容の書状が残されている。

### 晩年と死

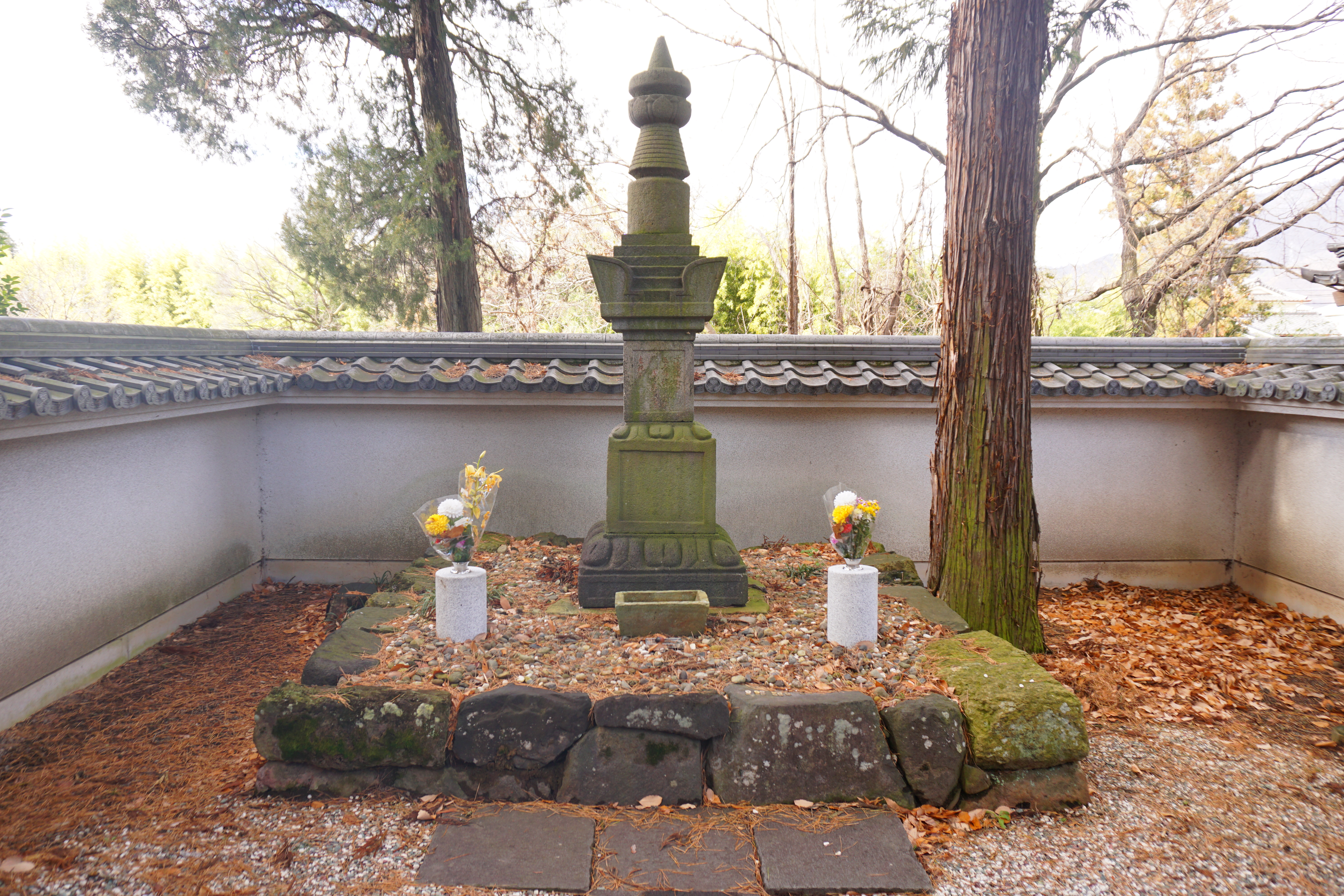
芳泉寺に残る小松姫の墓

養父の家康は江戸幕府の開設以来、浄土宗を保護する政策を行ったが、武蔵国鴻巣にある勝願寺の二世住職・円誉不残に帰依した。円誉は仏教学に通じた学僧であったことから、家康の御前で教義の解釈を行うなど重用された。小松姫も家康の勧めもあり円誉に帰依したが、同時に薬師如来像を拝領し生涯にわたって信仰を続けた。
元和6年（1620年）春、小松姫は病気を患い草津温泉での湯治のため、江戸から草津へ向かう最中、2月24日（3月27日）に武蔵国鴻巣で亡くなった。48歳没。戒名は大蓮院殿英誉皓月大禅定尼。
墓は前述の勝願寺と、上野国沼田にある正覚寺、信濃国上田にある芳泉寺（当時は常福寺）の三か寺に分骨された。このうち、信濃国上田の芳泉寺の墓は一周忌の際に信之によって建立された。また、武蔵国の勝願寺の墓は、小松姫が生前に同寺の二世住職・円誉不残に深く帰依していたことから、次女の見樹院によって墓石が建立されたものであり、三男の信重夫妻の墓も並んで建てられている。
夫の信之は、小松姫の菩提を弔うため上田城下に大英寺を建立すると、松代藩への移封に伴い、寛永元年（1624年）に同寺も松代城の城下（後の長野県長野市松代町松代）に移築した。この寺の本堂は創建当時は小松姫の御霊屋として使用されていたもので、昭和41年（1966年）に長野県の文化財に指定されている。

## 人物

### 人となり
小松姫は、江戸幕府初代将軍の徳川家康や2代将軍の徳川秀忠に対して直に意見をする程はきはきとした女性、弟の本多忠政や本多忠朝が戦地から帰還した際には高らかに忠節を讃えるなど勇気のある女性、才色兼備の女性だったと伝えられている。また、小松姫の遺品の中には『史記』の「鴻門の会」の場面を描いた枕屏風があるが、こうした戦を表す勇壮な絵を所持していた点からも「男勝り」と評されている。

### 婚姻の時期
婚姻の時期については、本多氏の系図『参考御系伝』や『幕府祚胤伝』では秀吉の仲介により、天正14年（1586年）に成されたと記されているが、『甲陽軍鑑』では天正11年（1583年）、『沼田日記』では天正16年（1588年）と記されるなど様々な説がある。
歴史学者の間でも意見が分かれており、黒田基樹は「二人の婚姻は真田氏の当主である昌幸が秀吉に出仕し家康の与力大名となった天正15年（1587年）以降と見て間違いないだろうとした上で、『沼田日記』の『天正16年（1588年）12月に婚約が成立し、翌天正17年（1589年）9月に入輿』との記述が、時期的に最も可能性が高い」としている。このほか、丸島和洋は時期は明らかにできないとした上で、「本多氏側が真田氏との和解後に婚姻が成立したと認識している点から、婚姻は天正15年（1587年）頃とみるべきだろうか」、平山優は「婚姻が結ばれる可能性がある最も早い時期として天正15年（1587年）、次に信之が家康の与力大名となることが確定した天正17年（1589年）を挙げているが、最も可能性が高いのは天正18年（1590年）」としている。

### 家康の養女であったか
一般的に小松姫は家康の養女として真田氏に嫁いだものとされており、本多氏の系図『参考御系伝』にも同様の内容が記されている。『本多家武功聞書』などによれば、家康が真田昌幸を従わせるため、嫡男の信之に家康の重臣・本多忠勝の娘を嫁がせようとしたが、昌幸は承諾しなかったため、家康は忠勝の娘を自分の養女とした上で嫁がせるのではどうかと提案したところ、昌幸はようやく承諾した。その後、小松姫は高力摂津守を従えて江戸城西の丸から沼田へと向かったと記されている。この逸話について平山は天正11年（1583年）から天正16年（1588年）のものなら明らかにおかしいが、家康が関東に移封された天正18年（1590年）以後であれば問題ないと指摘している。
家康の養女であったかについては、信之の孫にあたる松代藩3代藩主・真田幸道が幕府に提出した書状や小松姫の菩提寺である大英寺の書上には「台徳院（秀忠）」の養女となっており、通説と異なる記載がされているなど、実際に小松姫が家康の養女となったのか否かは確定されていない。ただし、家康の養女とする複数の所伝が残されていることや、信濃国の国衆の中では小笠原貞慶の長男・秀政も、松平信康の娘（登久姫）を家康の養女として正室に迎えていることから、養女の体裁が採られた可能性はある。

### 沼田御守城
慶長5年（1600年）、秀吉の没後に五奉行の石田三成が挙兵すると、夫の信之は家康の率いる東軍に付き、父・昌幸と弟・信繁は三成の率いる西軍に付いた。袂を分かった昌幸・信繁親子が居城の上田城に戻る際、沼田城に立ち寄り城に入ろうとしたところ、留守を預かる小松姫が昌幸の計略を見抜いて開門を拒み、女丈夫と謳われたとの逸話が残されている。
真田氏の家記『滋野世記』によれば、次のような内容が記されている。

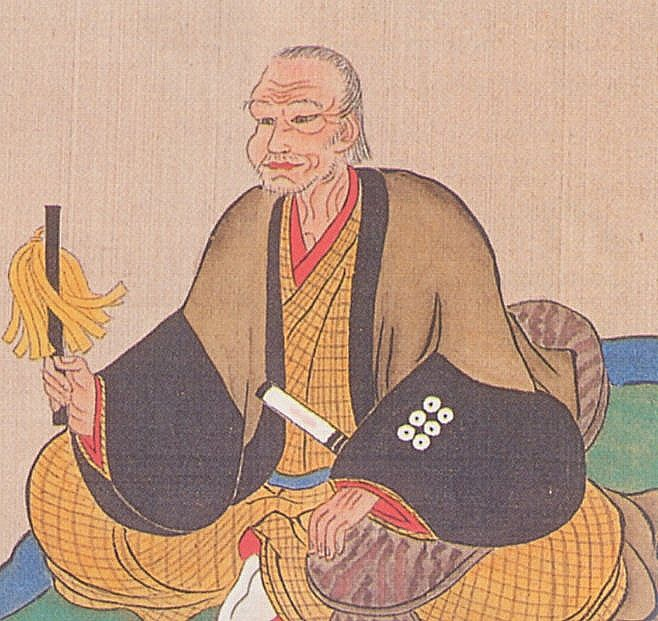
舅の真田昌幸。

また、『改正三河後風土記』によれば、小松姫は昌幸から「今生の暇乞のため対面し、孫共を一見せばやと存候」との申し出を受けるが、これを断ると侍女を遣わして昌幸らを城下の旅宿に案内し丁重にもてなした。その一方で、城中の家臣には弓や鉄砲を狭間に配置させ相手方の襲撃に備えるように命じた。これを見た昌幸は家臣に向かって「あれを見候へ。日本一の本多忠勝が女程あるぞ。弓取の妻は誰もかくこそ有べけれ」と、その手並みを褒め称えたと記している。このほかにも『御家書留書』『真田御武功記』『沼田記』『出浦助昌家記』などに沼田城の留守を守った逸話が記されている。
この逸話については小松姫が沼田に居たのかどうかが問題となるが、豊臣政権下において諸大名の妻子が伏見、次いで大坂屋敷に移り住んでいたという点と同年7月30日付の大谷吉継から昌幸に宛てられた書状の解釈が問題となる。
黒田は「大坂で吉継に保護されて不在であったので事実ではない」としており、丸島も2015年の時点では吉継書状に「信幸の妻子を保護した」と記されてあり、これが側室であった清音院殿のことであれば問題ないが、普通に考えれば正室を指すはずという点から創作の可能性を指摘していた。しかし、平山はこの書状について昌幸、信繁親子の妻子については吉継が預かっているが、信之の妻女については「伊豆殿女中改候間、去年くだり候」と記されていることから、三成挙兵の前年にあたる慶長4年（1599年）の時点で小松姫は「女中改」という口実で、沼田に引き上げていたと指摘している。平山と丸島はともに2016年の著作で石田三成による徳川家康への弾劾状「内府ちかひ（違い）の条々」における一節「諸侍の妻子、ひいきひいきニ国元へ返候事」との一文を指摘し、家康が一部大名の人質の帰国を勝手に認めており、信幸の妻子が家康の計らい（贔屓）によって帰国していたと解釈しうるとしている。

### その他
この他、いくつかの逸話や伝承が残されている。ただし、その多くは「武芸に秀でる」「勝気な性格」といった人物像を基に後世に創作されたものだとの指摘もある。
- 小松姫が家康の養女であったとする話の中に、婿選びの逸話がある。家康が若い武将達を列座させて小松姫の相手を選ばせたところ、家康を前にして委縮している中で、小松姫が平伏している一人一人の髻を掴んで面を上げさせて吟味していた。髻に手を差し伸べられた瞬間に信之は叱咤して、鉄扇で小松姫の顔を打った。小松姫はこの気骨に感動して信之を選んだ[43][67]。
- 小松姫の夫の真田信之は上田城6万石の大名であったが、上田は加賀街道（北国街道）を押さえた要所に位置して、加賀藩前田家が金沢と江戸との間を往来する通路上にあった。小松姫は家臣に命じて加州候の通行を妨害し、将軍への献上する品を奪い取らせたが、小松姫が将軍家の養女であるため、成敗することができず、ついに将軍家に訴え出た。将軍家から小松姫にお咎めがあったが、「親の物は子の物である」と答えるので、将軍家の方でも処置に困り、それまで6万石のところに4万石を加増して、加賀街道から外れた松代に移封させた[67][注 13]。ただし、元和8年（1622年）の松代藩への移封時には小松姫はすでに亡くなっている。

## 関連作品
ドラマ
- 『真田太平記』（1985年、NHK新大型時代劇、演：紺野美沙子）
- 『真田丸』（2016年、NHK大河ドラマ、演：吉田羊）
- 『どうする家康』（2023年、NHK大河ドラマ、演：鳴海唯）

楽曲
- さくらゆき『昴の彼方』（作詞：遠野ゆき、作曲：まついえつこ）

ゲーム
- 『戦国無双シリーズ』（2005年～、コーエーテクモゲームス、声：大本眞基子）
- 『戦国大戦』（2013～2017年、セガ・インタラクティブ、声：三澤紗千香、井上麻里奈、日笠陽子）
- 『戦国BASARA バトルパーティー』（2020年、カプコン、声：茜屋日海夏）
- 『英傑大戦』（2022年、セガ、声：白石晴香）